# Brunsviga Maschinenwerke

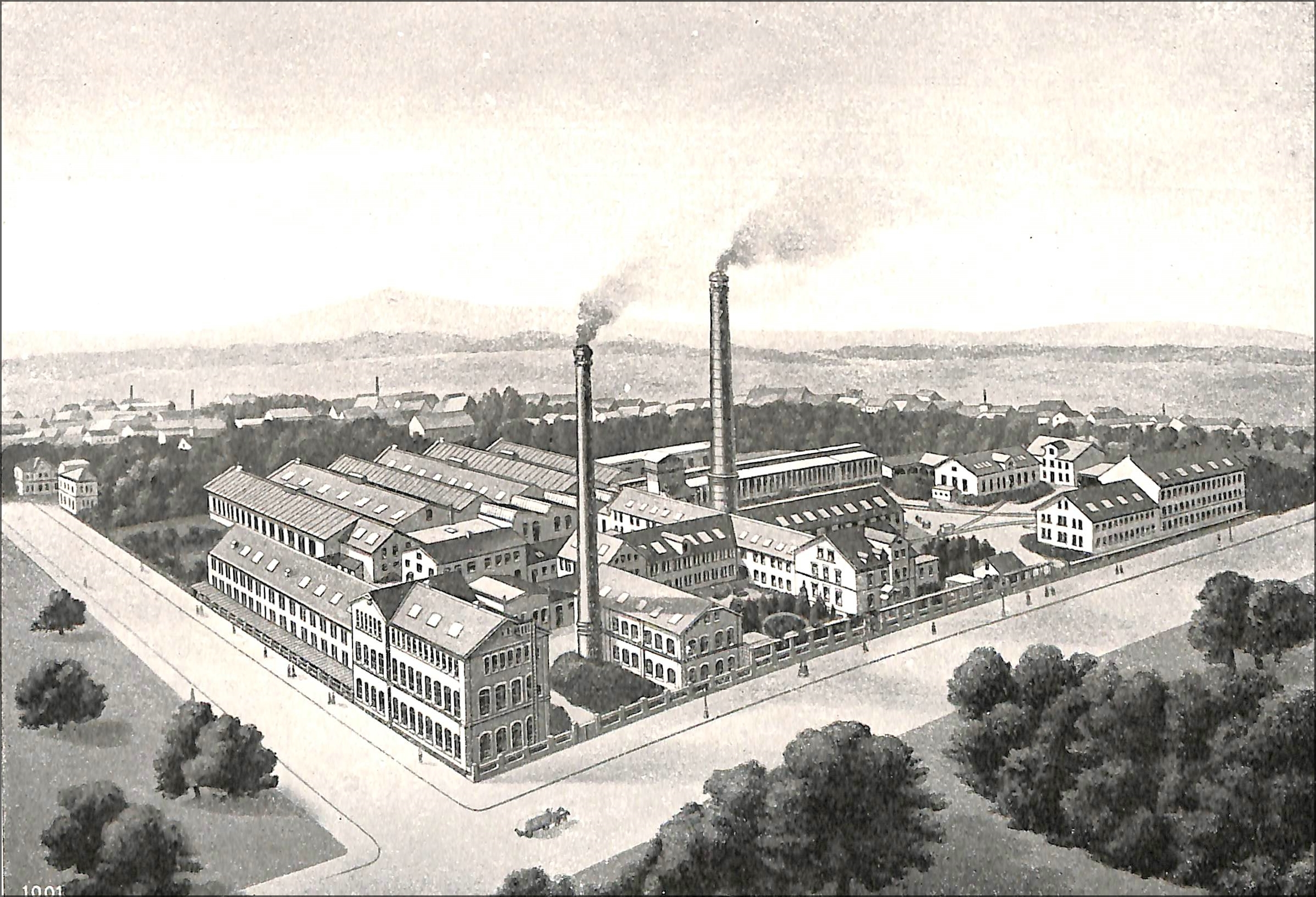
Firmenansicht Grimme, Natalis & Co (um 1910)

Die Brunsviga Maschinenwerke (gegründet als Grimme, Natalis & Co.) waren bekannt für eine Linie von mechanischen Rechenmaschinen der Marke Brunsviga. Diese Linie war so erfolgreich, dass die Herstellerfirma in „Brunsviga Maschinenwerke AG“ umbenannt wurde.

## Historische Daten
Am 3. November 1871 wurde die Firma Grimme, Natalis & Co., Commanditgesellschaft auf Aktien (GNC) in Braunschweig gegründet. 1921 wurde das Unternehmen in eine Aktiengesellschaft umgewandelt (Grimme, Natalis & Co. AG). 1927 erfolgte eine Namensänderung, die Firma hieß nun Brunsviga Maschinenwerke, Grimme, Natalis & Co. AG. Franz Trinks war bis 1925 für die technische Entwicklung der Brunsviga-Maschinen verantwortlich, er starb im Jahre 1931. Der 1957 abgeschlossene Organvertrag mit der Olympiawerke AG sollte das benötigte Kapital liefern, um die Rechenmaschinen für den sich rasch verändernden Absatzmarkt auf den neuesten technischen Stand zu bringen. Offensichtlich gelang dieses Vorhaben nicht, denn das Vermögen der Brunsviga Maschinenwerke AG wurde am 16. Januar 1959 auf die Olympiawerke AG übertragen.
Ein Jahrhundert war das Unternehmen in der Kastanienallee (damaliger Straßenname „Zum Exerzierplatz“) 71 ansässig. Ab 1936 wurde eine zweite Produktionsstätte an der Hamburger Straße 250 errichtet. 1967 begann der Umzug beider Werke in einen Neubau an der Gifhorner Straße, in das alte Stammgebäude sind die Technikakademie (früher „Technikerschule“) und später die Berufsbildende Schule V eingezogen. 1979 wurde das Werk von der AEG als Mutterkonzern der Olympia-Werke geschlossen.

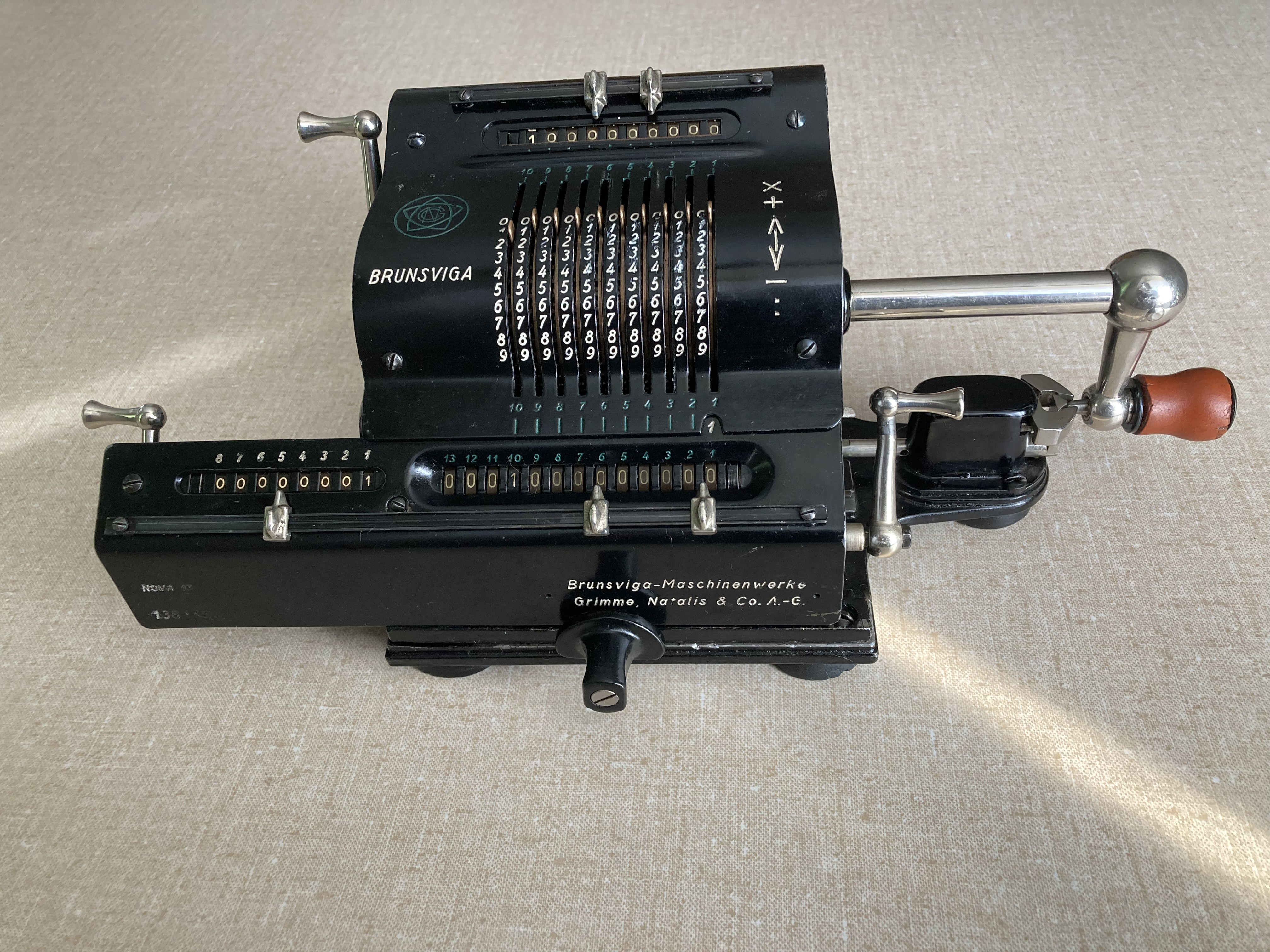
Modell Brunsviga 13

## Entwicklung

Brunsviga Rechenmaschine, Werbung 1905

GNC stellte Nähmaschinen, Haushaltsmaschinen und Ähnliches her. Im März 1892 wurden der Firma GNC die Lizenzrechte an der Rechenmaschine des Willgodt Theophil Odhner für Deutschland, Belgien und die Schweiz für 10.000 Mark plus 10 Mark pro Maschine angeboten. Den Erwerb dieser Lizenzrechte im April 1892 setzte der Ingenieur und Betriebsdirektor Franz Trinks gegen großen Widerstand im Aufsichtsrat durch. Die erste Rechenmaschine wurde im Juli 1892 unter dem Namen „Brunsviga“ für 150 Mark ausgeliefert und 1893 auf der Weltausstellung in Chicago von Deutschland ausgestellt. Eine zehnstellige Rechenmaschine des deutschen Arthur Burkhardt, die einem Thomas-Arithmometer glich, kostete damals 675 Mark.

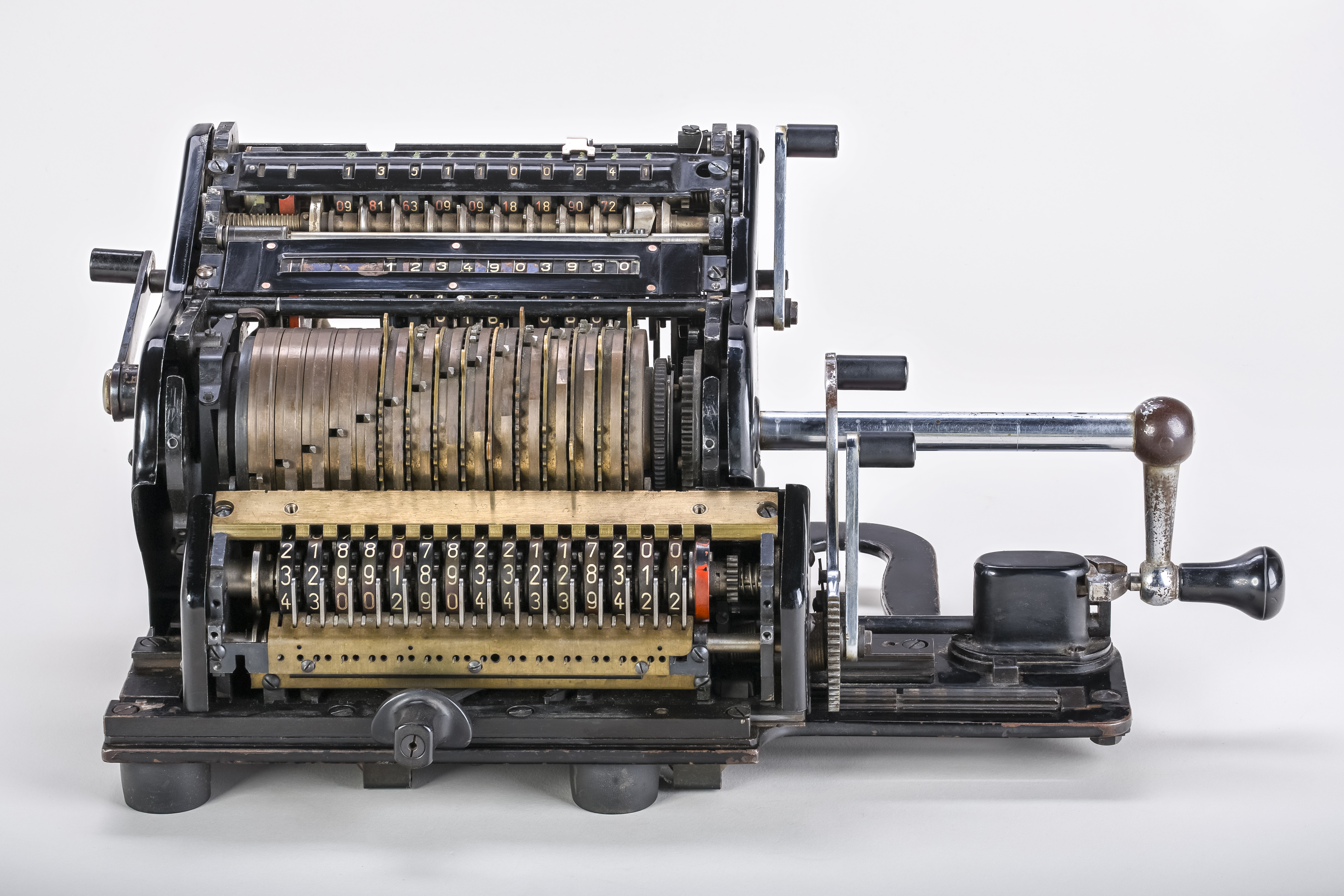
Brunsviga 15 Rechenmaschine ohne Abdeckbleche

Bis zum Ende des Jahres 1892 wurden rund 60 Maschinen nach einem von Odhner gelieferten Modell als exakte Kopien produziert. Schon ab dem nächsten Jahr wurden die Maschinen fortlaufend verbessert.
Im Gegensatz zu Amerika musste in Deutschland der Markt für Rechenmaschinen erst erschlossen werden. Vermessungsämter waren nahezu die einzigen staatlichen Abnehmer. Den Bedarf an Rechenmaschinen in Westeuropa zu wecken, ist wohl als Hauptverdienst der Firma Grimme, Natalis & Co anzusehen.
Beim Aufbau einer internationalen Vertriebsorganisation halfen die Erfahrungen, die in der Nähmaschinenfabrikation gemacht wurde. Die Brunsviga-Rechenmaschinen wurden intensiv beworben. Der Werbeslogan war "Gehirn von Stahl". Potenzielle Kunden wurden aus Telefonbüchern ausgesucht und erhielten Werbeprospekte. Die Werbung von Grimme, Natalis & Co versprach, dass man die Handhabung der Maschine in 10 Minuten erlernen könne.
Die Maschinen wurden von Vertretern vertrieben, die eine sechswöchige Schulung im Stammwerk durchlaufen mussten, wobei man nicht nur Wert auf das schnelle Bedienen legte, sondern die Vertreter auch so ausbildete, dass sie den optimalen Lösungsweg für die Berechnungsarten der Kunden vorstellen konnten. In den Anfangsjahren gehörte zum Lösungsweg auch eine möglichst effiziente Kontrollrechnung, da die Maschinen als unzuverlässig galten.
Die Vertreter wurden gut bezahlt, aber auch unter starken Erfolgsdruck gesetzt, da sie bei Erfolglosigkeit schnell entlassen wurden. Von Beginn an wurde auf intensive und zügige Kundenbetreuung geachtet. Dazu wurde ein dichtes Netz an Verkaufsstellen und Reparaturwerkstätten aufgebaut. Falls Schwierigkeiten mit den Maschinen auftraten, konnte von jedem Kunden ein Vertreterbesuch angefordert werden. Auf diesem Wege gelangten gezielt Berichte über Mängel der Maschinen und Anforderungen der Kunden an das Stammwerk. Dies war die wichtigste Informationsquelle für die Bestrebungen, die Brunsviga-Rechenmaschinen benutzerfreundlicher zu machen und auf diesem Wege den Absatzmarkt zu vergrößern. Weiterhin organisierte GNC betriebliche Schulungen an den vorhandenen Rechenmaschinen und an neuen Modellen. Die Rechenmaschinen wurden, wie die zuvor hergestellten Nähmaschinen, ohne Vorbestellung in großen Stückzahlen industriell gefertigt.
In den ersten Jahren der Produktion waren die Rechenmaschinen eher ein Nebenprodukt. Erst nach dem Verkauf des Kassenregistermaschinengeschäfts 1901 erfolgte eine stärkere Konzentration auf das Geschäft mit Rechenmaschinen, wie der starke Anstieg der Verkaufszahlen (1892–1901 etwa 4000 Maschinen, 1902–1911 etwa 16000) und die steigende Typenvielfalt belegen. Zusätzlich wurden ab 1903 reine Addiermaschinen entwickelt. Aus der ursprünglichen Original-Odhner-Maschine wurden verschiedenste Modelle abgeleitet, um den Kundenwünschen gerecht zu werden. Die bis zu 18 verschiedenen Ausführungen erforderten hohe Produktionsressourcen, was 1925 zur „Nova“-Serie führte, die im Austauschbau hergestellt wurde. Mit der Umbenennung von GNC in Brunsviga-Maschinenwerke, Grimme, Natalis & Co. AG 1927 konzentrierte sich die Firma fast komplett auf den Bau von Rechenmaschinen.
Wichtige Einschnitte in die Firmenentwicklung waren die beiden Weltkriege, die für eine Einschränkung des Rechenmaschinenbaus sorgten. Im Zweiten Weltkrieg wurden die Produktionsanlagen nur unbedeutend beschädigt und schon 1946 wurde zwei Drittel der Vorkriegsproduktion wieder erreicht. Bis zum Firmenjubiläum 1952 wurden insgesamt etwa 260.000 Rechenmaschinen gebaut. In den Folgejahren wurde zwar die Funktion der Rechenmaschinen immer weiter verfeinert und die Produktion weiter rationalisiert, trotzdem geriet die Firma aufgrund starker Konkurrenz und hohem Preisdruck in eine wirtschaftliche Schieflage, die 1957 zur Übernahme durch die Olympia-Werke führte, die für eine eigene neukonstruierte Rechenmaschine Fertigungskapazitäten suchten. Olympia übernahm auch den kompletten Vertrieb, aber aufgrund der aufkommenden Modelle mit Röhren- oder Transistortechnik, die den mechanischen Modellen an Schnelligkeit und Rechenmöglichkeiten überlegen waren, blieb ab 1963 nur noch das Modell 13 RM übrig, das bis 1969 noch in Spanien gefertigt wurde. Damit war die Geschichte der Brunsviga-Rechenmaschinen nach insgesamt mehr als 500.000 produzierten Exemplaren beendet.
Grimme, Natalis & Co baute nicht nur Sprossenradmaschinen. Ab 1932 wurde die Rechenmaschine „Brunsviga 10“ gebaut, die mit unterteilten Staffelwalzen funktionierte.

Brunsviga-Rechenmaschinen
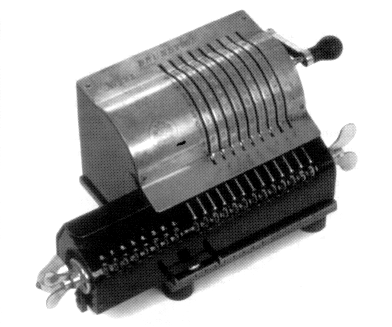
Erste Generation (inkl. Glocke, 1893)
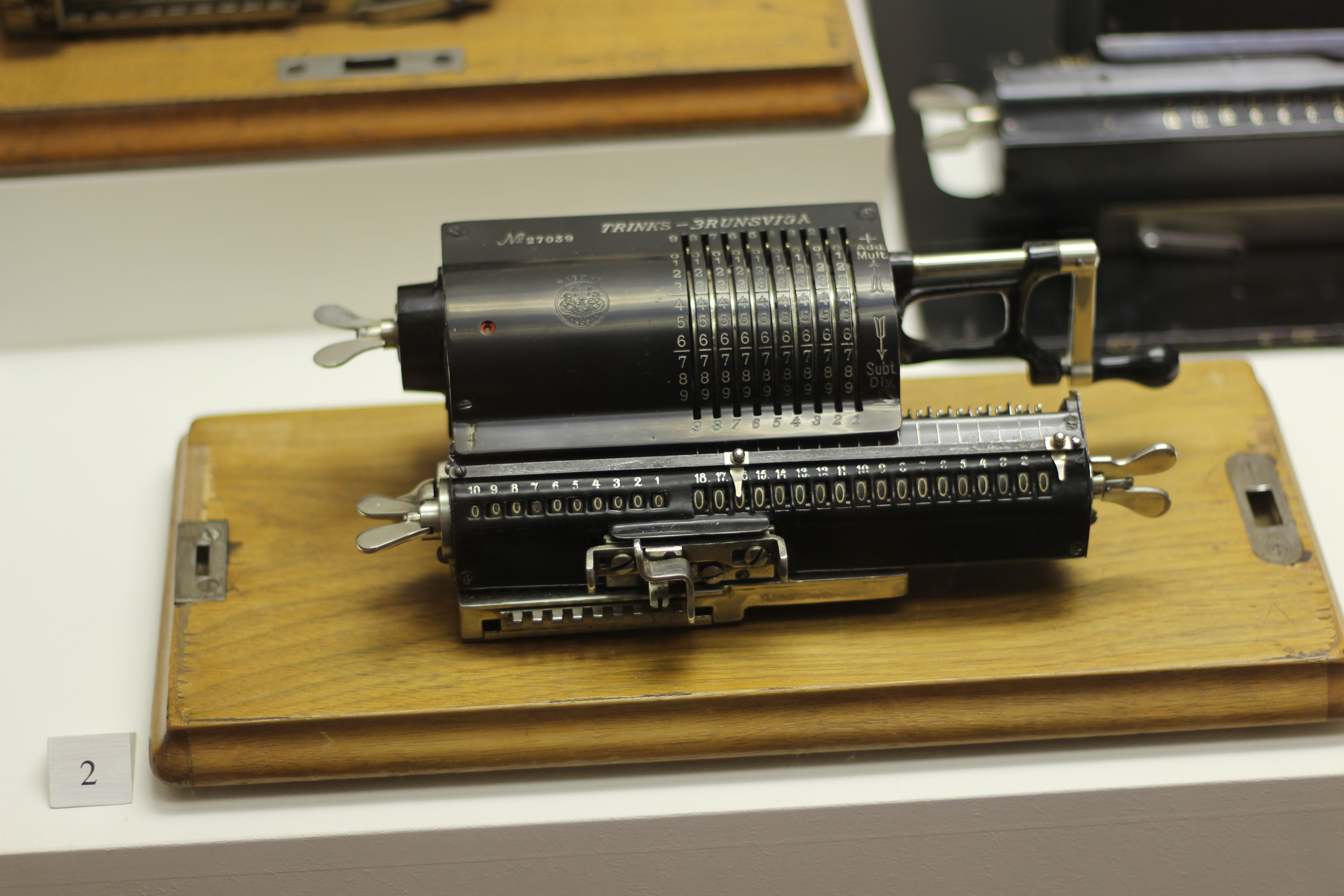
Trinks-Brunsviga (BLM)
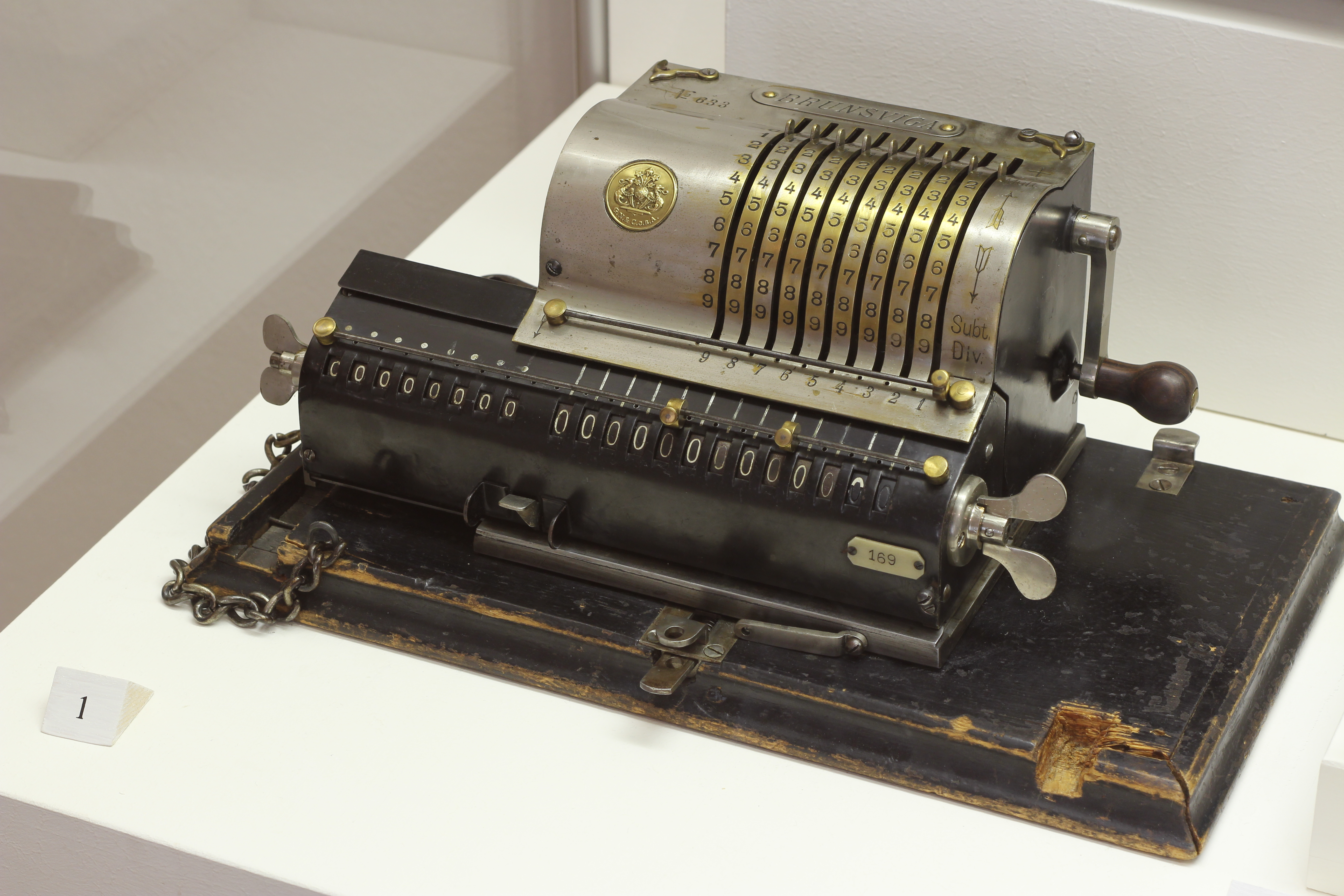
Brunsviga mit Schutzmarke G.N.&C.g.a.A. (BLM)
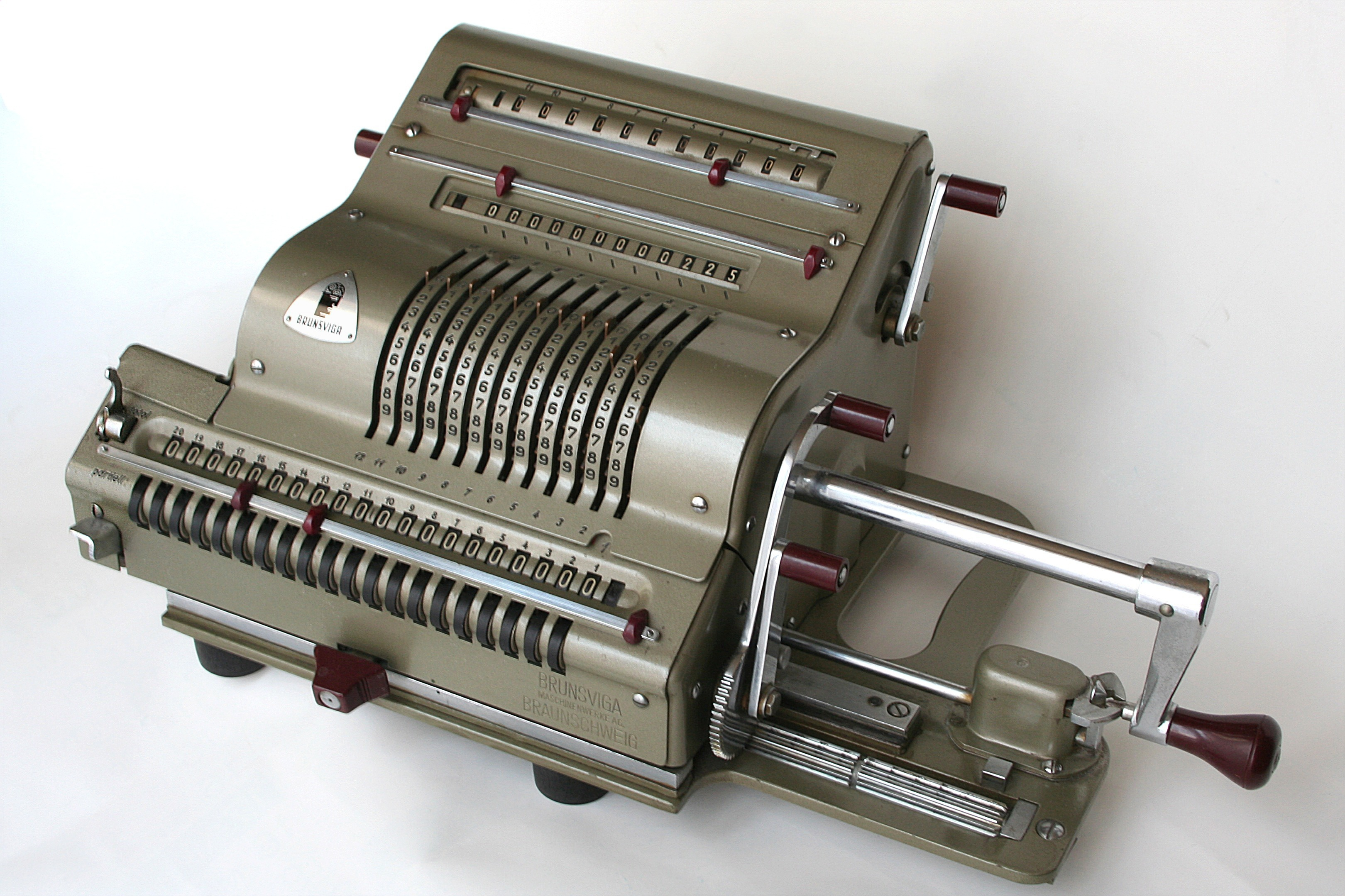
Vierspeziesrechner der 1950–1960er Jahre